# Margaret Hellyer
Margaret Hellyer (29 luglio 1937) è un'ex tennista australiana.

## Biografia
Ottenne i suoi risultati migliori nel doppio, in questa disciplina raggiunse la semifinale a Melbourne nel 1957 insieme alla connazionale Lorraine Coghlan e nella stessa stagione sfiorò nuovamente una finale Slam, in questa occasione sull'erba di Wimbledon in coppia con Roy Emerson. Vanta molteplici quarti di finale Slam sia nel doppio femminile che nel doppio misto con partner diversi, riuscì a conquistare gli Internazionali d'Italia 1960 insieme alla messicana Yola Ramírez.
In singolare il suo miglior risultato fu in quarto turno a Wimbledon 1960 dove venne schiantata dalla campionessa in carica Maria Bueno con un doppio 6-0, fece finale al Queensland Open 1956 mentre conquistò il torneo di Auckland l'anno successivo.